# Paulodora contorta
Paulodora contorta är en plattmaskart som först beskrevs av Schockaert och Tor Karling 1975, och fick sitt nu gällande namn av Artois och Schockaert 1998. Paulodora contorta ingår i släktet Paulodora och familjen Polycystididae. Arten är reproducerande i Sverige. Inga underarter finns listade i Catalogue of Life.